# ABDACOM

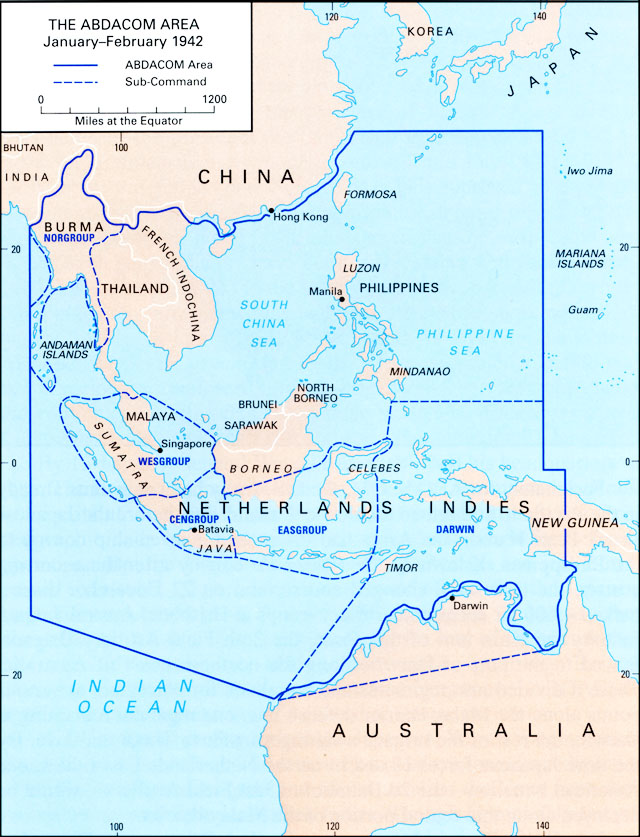
Oblast spadající pod ABDACOM

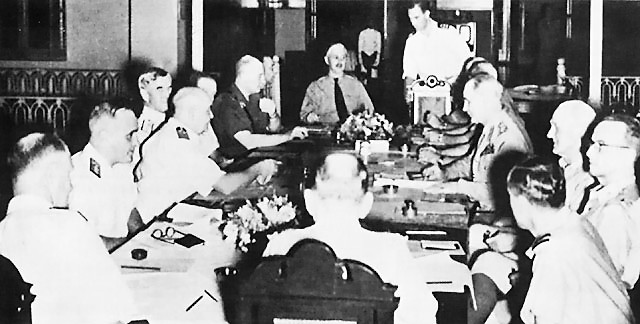
První schůze ABDACOM s generálem Wavellem. Sedící zleva: admirálové Layton, Helfrich a Hart, generál ter Poorten, plukovník Kengen (v čele stolu) a generálové Wavell, Brett a Brereton

Americko-britsko-nizozemsko-australské velení (American-British-Dutch-Australian (ABDA) Command), kódový název ABDACOM, bylo vrchní velení všech spojeneckých sil v oblasti jihovýchodní Asie na počátku roku 1942. Hlavním cílem společného velení, vedeného generálem Sirem Archibaldem Wavellem, bylo zajištění kontroly „Malajské bariéry“ (neboli „Východoindické bariéry“), pomyslné linie táhnoucí se Malajským poloostrovem přes Singapur a nejjižnější ostrovy Nizozemské východní Indie. ABDACOM byl v britských vojenských kruzích znám také jako Velitelství jihozápadního Tichomoří (South West Pacific Command).
I když ABDACOM existoval jen několik týdnů a šel od jedné porážky k druhé, poskytl mnoho užitečných zkušeností pro velení kombinovaným spojeneckým silám později ve válce.
Založení společného velení ABDA bylo dohodnuto na konferenci ARCADIA (ve Washingtonu) v prosinci 1941 a lednu 1942.